# Trichoplus cordicollis
Trichoplus cordicollis är en skalbaggsart som beskrevs av Waterhouse 1881. Trichoplus cordicollis ingår i släktet Trichoplus och familjen Cetoniidae. Inga underarter finns listade i Catalogue of Life.